# 奥列娜·平丘克
奥列娜·列昂尼迪芙娜·平丘克（羅馬化：Olena Leonidivna Pinchuk；本姓库奇马，曾姓弗兰丘克），为乌克兰前总统列昂尼德·库奇马之女。她与丈夫维克托·平丘克共同拥有乌克兰最大的媒体集团StarLightMedia和EastOne Group。

## 生平
奥列娜·库奇马于1970年12月3日出生于第聂伯罗彼得罗夫斯克（现称聶伯城），父亲为前乌克兰总统列昂尼德·库奇马和母亲为柳德米拉·库奇马。她就读于第聂伯罗彼得罗夫斯克国立大学物理技术与经济系，并获得了经济学与社会学学位。
1995年至1996年，她在普里瓦特银行经济部门工作。1997年至2002年，她担任基辅之星的营销总监。
奥列娜·库奇马嫁给了阿纳托利·弗兰丘克的儿子伊戈尔·弗兰丘克，并改名为奥列娜·弗兰丘克。伊戈尔曾担任乌克兰石油天然气公司负责人，并于1997年中期担任乌克兰议员。她与弗兰丘克育有一子罗曼，出生于1991年4月3日。
2002年，她与乌克兰商人维克托·平丘克结婚，并改为现名奥列娜·平丘克。两人育有两个女儿，分别为卡捷琳娜（2003年出生）和韦罗妮卡（2011年出生）。
奥列娜·平丘克于2003年创立了抗艾滋病基金会。据乌克兰杂志《焦点》报道，截至2010年，奥列娜·平丘克是乌克兰“十大最具影响力的女性”之一。2008年，她以8000万英镑的价格购买了位于伦敦肯辛顿上菲利莫尔花园的一栋10居室别墅，这在当时是英国最昂贵的住宅。